# شهرستان کامبرلند (کارولینای شمالی)
کامبرلند (به انگلیسی: Cumberland) شهرستان یا بخشی از ایالت کارولینای شمالی در ایالات متحده است.